# هجوم بوميرانيا الشرقية
هجوم بوميرانيا الشرقية (بالروسية: Восточно-Померанская наступательная операция - عملية بوميرانيا الشرقية الهجومية، بالألمانية: Schlacht um Ostpommern - معركة بوميرانيا الشرقية) عملية هجومية قام بها الجيش الأحمر ضد القوات النازية على الجبهة الشرقية في بوميرانيا وبروسيا الغربية خلال الفترة ما بين 10 فبراير و4 إبريل 1945 والذي جاء تنفيذه على أربع مراحل متعاقبة:
- المرحلة الأولى: الهجوم على محور خوينيتس - كوشالين خلال الفترة ما بين 24 فبراير وحتى 6 مارس 1945
- المرحلة الثانية: الهجوم على مدينة دانزيغ خلال الفترة ما بين 7 مارس وحتى 31 مارس 1945
- المرحلة الثالثة: الهجوم على محور خوتشنو - كولوبجيغ خلال الفترة ما بين 1 مارس وحتى 8 مارس 1945
- المرحلة الثالثة: الهجوم على مدينة دابي خلال الفترة ما بين 18 مارس وحتى 4 إبريل 1945